# Хайдук, Джейн
Джейн Хайду́к (англ. Jane Hajduk; 26 октября 1966, Ойл-Сити, Пенсильвания, США) — американская актриса.

## Биография
Джейн Хайдук родилась 26 октября 1966 года в Ойл-Сити (штат Пенсильвания, США).
Джейн дебютировала в кино в 1999 году, сыграв роль Анджелы в фильме «Секс-преступления». В 2006 году Хайдук сыграла роль новостного репортёра в фильме «Лохматый папа». Всего она сыграла в 12-ти фильмах и телесериалах. Также озвучивает видео-игры.
С 7 октября 2006 года Джейн замужем за актёром Тимом Алленом (род.1953), с которым она встречалась 5 лет до их свадьбы. У супругов есть дочь — Элизабет Аллен (род.28.03.2009).